# Pierre-Prudent de Vandeuvre-Bazile
Pour les articles homonymes, voir Vandeuvre.
Pierre-Prudent de Vandeuvre-Bazile (6 avril 1776, Les Riceys - 15 octobre 1829, Méry-sur-Seine) est un magistrat et homme politique français.

## Biographie
Son père, Jean-Baptiste, est avocat, maître particulier des eaux et forêts, lieutenant du bailli des Riceys et président de l'administration du district de Bar-sur-Seine. Sa mère, Catherine Houët, est la fille d'un officier de la maison du roi qui émigre à la révolution. Il reçoit une éducation stricte et fait d'excellentes études.
Vandeuvre entre dans la magistrature en 1808 comme magistrat de sûreté de l'arrondissement de Bar-sur-Seine. Il est nommé juge d'instruction au tribunal de Troyes en janvier 1811, puis procureur impérial criminel à Reims, sous le titre de substitut du procureur général près la cour impériale de Paris. 
En 1815, il est nommé substitut du procureur du roi à la cour royale de Paris, se fait connaître par l'affaire du complot dit de l'Épingle noire et est appelé au poste de procureur général près de la cour royale de Dijon en 1818.
Vandeuvre est élu député royaliste du 2e arrondissement électoral de l'Aube (Bar-sur-Aube) le 4 novembre 1820, contre M. de Plancy. Il est nommé procureur général auprès de la cour royale de Rouen en 1822. Réélu, le 25 février 1824, contre Guillaume Pavée de Vendeuvre, il est un ministériel fervent, devient président du collège électoral de Bar-sur-Aube en 1824, et fait officier de la Légion d'honneur. 
En 1795, il épouse Marie Thérèse Bazile, puis, en 1825, Mlle de Montamant (fille d'Annibal de Montamant, conseiller général de la Seine, et nièce de Charles Coqueley de Chaussepierre). Son fils est marié à la sœur de l'amiral Dumas-Vence et une de ses filles au baron Charles-Théodore d'Anthès, chef de bataillon (petit-fils du comte Godefroy Waldner de Freundstein et cousin germain du baron Georges Charles de Heeckeren d'Anthès).
Il échoue, aux élections du 17 novembre 1827, contre l'élu, Guillaume Pavée de Vendeuvre et ne reparut plus sur la scène parlementaire. Il est par la suite nommé premier président de la cour royale de Lyon.
Il est président de l'Académie des sciences, belles-lettres et arts de Rouen de 1826 à 1827 et membre de la Société académique d'agriculture, des sciences, arts et belles-lettres du département de l'Aube.
Il décède le 15 octobre 1829 dans sa maison de campagne de Méry-sur-Seine.

## Distinctions
- Officier de la Légion d'honneur.

## Publications
- Pierre-Prudent Vendeuvre-Bazile, notable départemental de l'arrondissement de Bar-sur-Seine, à ses collègues du département de l'Aube (pamphlet ironique) (1799)
- Au peuple sur les élections de l'an VII
- De la restauration des mœurs publiques (1801)
- Fête de la paix: discours prononcé à Troyes, le 25 messidor an IX (1801)
- Pierre-Prudent de Vandeuvre-Bazile, Hommage à la vérité , par un magistrat à la cour royale de Paris, Migneret (Paris), 1815 (lire en ligne).

## Sources bibliographiques
- Notice sur M. Vandeuvre, ancien procureur général à Dijon, puis à Rouen, décédé premier président de la cour royale de Lyon, 1829
- « Biographie universelle ancienne et moderne : histoire par ordre alphabétique..., volume 42, par Louis-Gabriel Michaud, 1843-1862 », sur gallica BNF (consulté le 6 décembre 2013)
- « Mémoires de la Société d'agriculture, sciences et arts du département de l'Aube, 1856 », sur gallica BNF (consulté le 6 décembre 2013)
- Émile Socard, Biographie des personnages de Troyes et du département de l'Aube, 1882
- Louis Bergeron, Guy Chaussinand-Nogaret, Grands notables du Premier Empire: Aube ; Marne. Haute-Marne, Volume 7, CNRS, 1981